# Габичвадзе, Реваз Кондратьевич
Рева́з Кондра́тьевич Габичва́дзе (груз. რევაზ გაბიჩვაძე; 29 мая (11 июня) 1913, Тифлис, Российская империя, ныне Грузия — 9 июня 1999, там же) — советский и грузинский композитор и педагог.  Народный артист Грузинской ССР (1967).

## Биография
В 1935 году окончил Тбилисскую консерваторию (класс профессоров Михаила Багриновского, Владимира Щербачёва и Ионы Туския (композиция), а в 1938 году — аспирантуру (руководители Иона Туския, Пётр Рязанов и Борис Арапов). С этого же года начинает преподавать в Консерватории. В 1931—1934 годах — дирижёр Драматического театра им. К. Марджанишвили. В 1941—1943 годы — основатель и художественный руководитель Государственного эстрадного оркестра Грузинской ССР. Член КПСС с 1941 года. В 1963 году становится профессором Тбилисской консерватории, где в 1945—1947 годах уже был деканом теоретико-композиторского факультета. Писал романсы («Взволнуйся, море» на стихи Акакия Церетели, «Осушу слёзы» на стихи Николая Бараташвили, «На холмах Грузии» на стихи Александра Пушкина, «Встреча» на стихи Михаила Лермонтова и другие), песни и музыку для театра и кино. С 1982 года жил в Москве.

## Сочинения
- опера «Нана» (1958, Тбилиси; 2-я редакция 1960, по пьесе «Таня» Алексея Арбузова)
- опера «Мы, матери мира» (1966, Тбилиси)
- оперетта «Стрекоза» (1953, Свердловск, по комедии «Маринэ» Марии Бараташвили)
- балет «Гамлет» (1971)
- балет «Медея» (1975)
- балет «Человек, который смеётся» (1986, по одноимённому роману Виктора Гюго)
- оратория «Витязь в тигровой шкуре» для солистов, хора и оркестра (1938)
- «Три монолога о Ленине» для оркестра, баса и женского хора (1970)
- оратория «Cantus Humanus» (1979)
- оркестровая сюита «Девушка из Хидобани» (1939)
- «Пионерская сюита» (1946)
- «Эстрадная сюита» (1961)
- оркестровая сюита «Картина» (1950)
- «Торжественная ода» (1967)
- концерт для скрипки с оркестром (1946)
- концерт для виолончели с оркестром (1950)
- детская сюита «Четыре штриха» для струнного оркестра (1969)
- «Две фактуры» для камерного оркестра (1969)
- «Грузинская рапсодия» для эстрадного оркестра
- симфония для струнного оркестра, фортепьяно и литавр (1963)
- симфония № 2 (1971)
- симфония № 3 «Ростокская» (1972)
- камерная симфония № 1 (1964)
- камерная симфония № 2 (1968)
- 3 марша для духовых оркестров
- 4 струнных квартета (1946, 1955, 1962, 1962)
- поэма-соната для струнного квартета
- 15 инвенций для фортепьяно
- «Дивертисмент» для квартета деревянных духовых инструментов (1969)
- соната для фортепиано (1965)
- «Маленькие пьесы» для фортепьяно (1967)
- цикл детских пьес для фортепьяно (1968)
- «Песня о Партии» для хора с оркестром (1963)
- «Песня о космонавтах» для хора с оркестром (1963)

## Награды
- 1956 — Заслуженный деятель искусств Грузинской ССР
- 1967 — Народный артист Грузинской ССР
- 1973 — Орден «Знак Почёта»